# Jan Kanty Hruzik

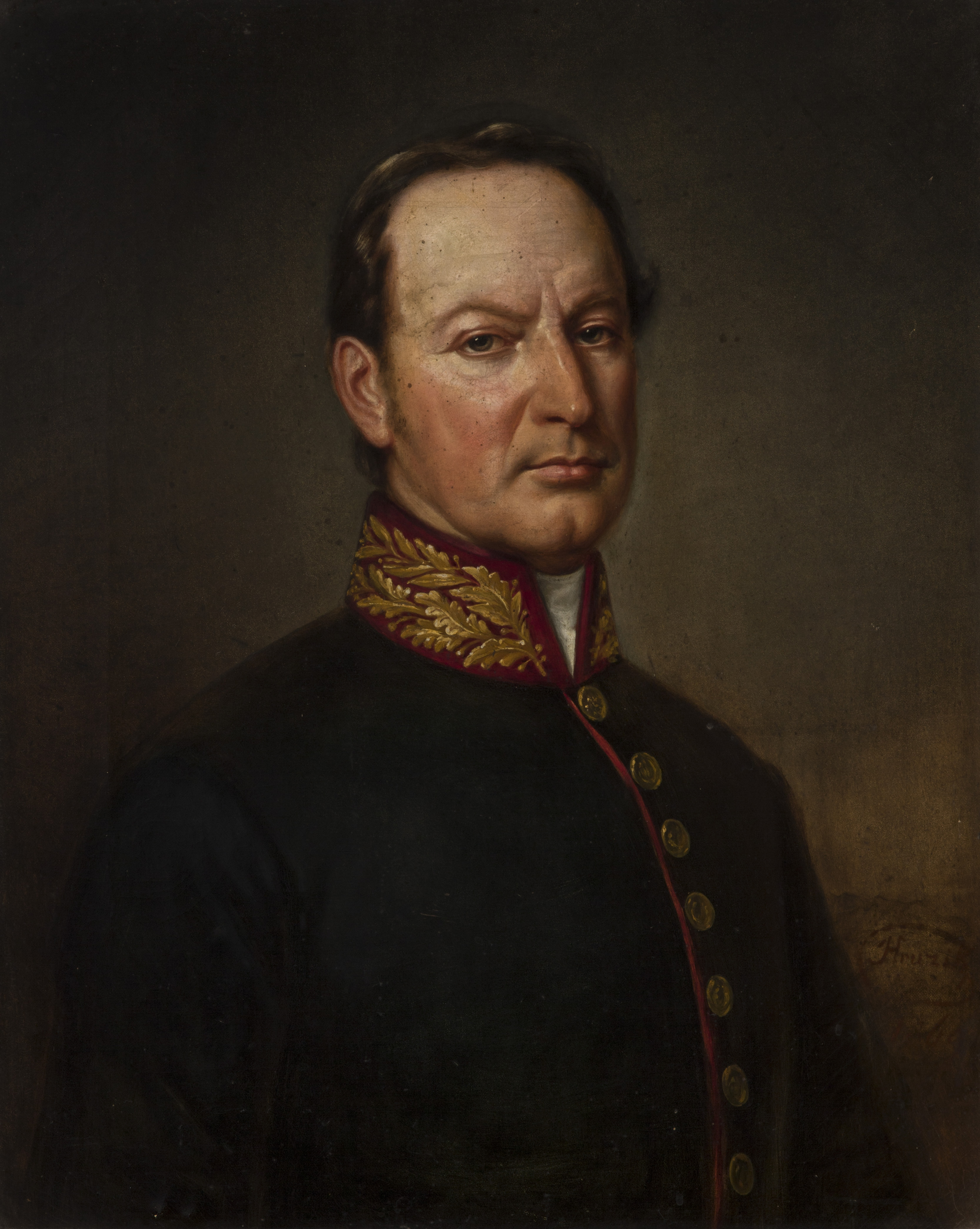
Portret Konstantego Hoszowskiego pędzla J.K. Hruzika

Jan Kanty Hruzik (spotyka się też błędne podawanie imienia Maksymilian) (ur. w 1809 w Krakowie, zm. 7 kwietnia 1891 we Lwowie) – polski malarz.
Studiował w wiedeńskiej Akademii Sztuk Pięknych. Ok. 1849 zamieszkał w Krakowie, skąd przed 1870 przeprowadził się do Warszawy, a w roku następnym do Lwowa, gdzie mieszkał do śmierci. Dużo podróżował, po studiach zwiedził Włochy, a w czasie pobytu w Krakowie Ukrainę, Galicję i Węgry, zaś krajobrazy tych krajów i regionów przedstawiał w swoich obrazach. Oprócz pejzaży tworzył liczne obrazy przedstawiające wnętrza budowli zabytkowych i, przede wszystkim, portrety. Wykonywał również linoryty. Twórczość jego zalicza się do schyłkowej fazy stylu biedermeier.
Wielokrotnie brał udział w wystawach krakowskiego i lwowskiego Towarzystwa Przyjaciół Sztuk Pięknych oraz Towarzystwa Zachęty Sztuk Pięknych w Warszawie.
Prace Hruzika znajdują się m.in. w zbiorach Muzeum Narodowego w Krakowie, Muzeum Narodowego we Wrocławiu, Muzeum Narodowego w Kielcach, Muzeum Narodowego w Lublinie, Muzeum Narodowego Ziemi Przemyskiej w Przemyślu, Muzeum Historycznego Miasta Krakowa oraz Lwowskiej Galerii Sztuki. 